# Gianni Molinari
Gianni Molinari (Parma, 26 marzo 1933) è un ex calciatore italiano, di ruolo centrocampista.

## Carriera
Dal 1954 al 1962 ha giocato per otto stagioni in Serie B con Cagliari, Venezia e Novara.